# Церква Святого Макарія (Торецьк)
Церква Святого Макарія (Торецьк) — православний храм, розташований у місті Торецьк Донецької області, заснований у 1906 році. Є одним із найстаріших та найвідоміших культових споруд регіону, присвячених преподобному Макарію Великому — покровителю шахтарів.

## Історія
Поява храмів на честь преподобного Макарія на Донбасі пов’язана з ім’ям видатного гірничого інженера Петра Миколайовича Горлова. Згідно з історичними джерелами, Горлов особливо шанував Макарія Великого, якого вважали духовним покровителем працівників шахт. У 1881 році з його ініціативи в селищі Корсуньської копальні (нині — Горлівка) було відкрито домовий храм при штейгерському училищі, а у 1906 році в Щербинівці (теперішній Торецьк) збудовано великий Свято-Макаріївський храм для потреб місцевих шахтарів.
Згідно з «Довідковою книгою Катеринославської єпархії» за 1913 рік, церква в Щербинівці була найбільшою в окрузі, з кількістю парафіян понад 2 тисячі осіб. При храмі діяли три парафіяльні школи.

## Радянський період
У 1930-х роках храм було закрито радянською владою. Дзвіницю і купол було зруйновано, а притвор розібрано. Парафіяни стали на захист церкви, перешкодивши її остаточному знесенню, завадивши роботі бульдозера. У результаті будівлю храму передали медичному технікуму. Під час Другої світової війни (у радянській історіографії — Великої Вітчизняної війни) німецькі окупаційні війська використовували храм як стайню.

## Відродження
У 1959 році, після численних прохань місцевих жителів, храм було повернуто православній громаді. Богослужіння відновилися, і протягом тривалого часу Свято-Макаріївська церква залишалась єдиною діючою у Торецьку.
Лише через десятиліття парафіяни змогли розпочати реконструкцію. Відремонтовано саму будівлю храму, оновлено церковний дім, зведено баптистерій. У радянський період храм мав типову плоску покрівлю, встановлення хреста було заборонене, а навколишні висотні забудови закривали будівлю від загального огляду.
У 2000-х роках храм було прикрашено новим золотим куполом.

## Сучасний стан
Свято-Макаріївська церква залишається найбільшим православним храмом Торецька. При ній діють дві недільні школи — для дітей і дорослих.